# كينيث سيسيل بانش
كينيث سيسيل بانش (بالإنجليزية: Kenneth Cecil Bunch)‏ هو عسكري أمريكي، ولد في 21 يناير 1919، وتوفي في 6 يونيو 1942 في جزر الميدواي في الولايات المتحدة.